# Zeilen op de Olympische Zomerspelen 1904
Zeilen is een van de Olympische sporten die vanaf de eerste editie in 1896 oorspronkelijk op het olympische programma staan.
Het programma van het zeilen tijdens de Olympische Zomerspelen 1904 in St. Louis ging niet door.

## Wel olympische sport maar niet uitgevoerd
Voor de tweede keer ging het wedstrijdzeilen tijdens de Spelen niet door. De eerste keer, op de Spelen van 1896 in Athene, werden de wedstrijden afgelast in verband met de weersomstandigheden. De redenen in 1904 waren totaal anders. Hoewel het wel in de bedoeling lag om de zeilwedstrijden te organiseren, kwam men er financieel en qua regelgeving uiteindelijk niet uit hoe en waar en met welke schepen een competitie gehouden diende te worden. Vier jaar eerder in Parijs was er al een probleem geweest doordat de boten technisch en qua formaat totaal verschillend waren geweest waardoor de competitie niet gelijkwaardig was, deze keer waren er meer problemen. De Europeaanse zeilers hadden daarbij grote logistieke problemen om hun boten en bemanning naar Amerika te krijgen en de organisatie was niet bereid tot tegemoetkoming in de logistiek. De Spelen werden ook nog in het binnenland gehouden waar weinig geschikt zeilwater aanwezig was.

## Regelgeving
Ook waren er grote verschillen van opvatting over de regelgeving van maten en capaciteiten van boten en hanteerden de Amerikanen en Europeanen heel verschillende regels. Pas in 1907 zou dit opgelost worden door de oprichting van de International Yacht Racing Union, (IYRU – nu de ISAF). In 1906 werd er, nadat het niet gelukt was om in 1904 een zeilwedstrijd te houden, een conferentie in Londen georganiseerd om internationale maatgevingsregels op te stellen, alsmede wedstrijdregels met betrekking tot de voorrang en het raceverloop. In 1908 stond zeilen wel weer op het programma. De absentie in 1904 had eraan toe bijgedragen dat er een progressie geboekt kon worden voor een uniformisering en standaardisering van de regelgeving.
Athene 1896 · 
Parijs 1900 · 
St. Louis 1904 · 
Londen 1908 · 
Stockholm 1912 · 
Antwerpen 1920 · 
Parijs 1924 · 
Amsterdam 1928 · 
Los Angeles 1932 · 
Berlijn 1936 · 
Londen 1948 · 
Helsinki 1952 · 
Melbourne 1956 · 
Rome 1960 · 
Tokio 1964 · 
Mexico-stad 1968 · 
München 1972 · 
Montréal 1976 · 
Moskou 1980 · 
Los Angeles 1984 · 
Seoel 1988 · 
Barcelona 1992 · 
Atlanta 1996 · 
Sydney 2000 · 
Athene 2004 · 
Peking 2008 · 
Londen 2012 · 
Rio de Janeiro 2016 · 
Tokio 2020 · 
Parijs 2024 · 
Los Angeles 2028

Medaillewinnaars
Atletiek · Basketbal (demonstratie) · Boksen · Boogschieten · Gewichtheffen · Golf · Lacrosse · Roeien · Roque · Schermen · Schoonspringen · Tennis · Touwtrekken · Turnen · Voetbal · Waterpolo · Wielersport · Worstelen · Zwemmen